# Agostinho Zeola
Agostinho Zeola (Álvares Machado, 15 de maio de 1934 – Bauru, 12 de março de 2014) foi um futebolista brasileiro que jogava na posição de atacante.
Descendente de imigrantes italianos, Zeola era um artilheiro nato. Ganhou destaque ao ser o principal jogador do título do Noroeste na segunda divisão do Campeonato Paulista (atual Série A2), em que foi artilheiro e decidiu a partida final com dois gols. Teve uma breve passagem pelo São Paulo FC e acabou sendo transferindo para o Clube Atlético Juventus da Mooca, onde também fez história ao fazer 155 partidas e marcar 55 gols. Jogou por outros times de destaque, como o SSC Napoli, Club Atlético Independiente e Junior Barranquilla, além de SE Palmeiras, Fluminense FC, Guarani FC e Tupã FC, sendo este último onde encerrou a carreira em 1969.
Zeola jogou apenas uma partida pela Seleção Brasileira em 1961, na Taça Oswaldo Cruz contra o Paraguai.